# Sultan Girej Klič
Sultan Girej Klič (rusky Клыч Султан-Гирей, český přepis používá na rozdíl od ruštiny měkké I Klič, ale je uváděn také ve formě Keleč) (15. března 1880 Ujala poblíž města Majkop - 16. ledna 1947 Moskva)  byl kníže (rusky Князь) krymskotatarského původu, kozácký velitel bojující v obou světových válkách (první a druhé) a ruské občanské válce. Popraven po rozsudku vojenského soudu oběšením dne 16. ledna 1947.

## Mládí
Narodil se jako potomek krymské chánské dynastie Giričů. Jeho jméno Keleč (Klič) v překladu z turkických jazyků znamená meč. Vystudoval jezdeckou junkerskou školu (junker byl v carském Rusku žák důstojnické školy).

## Služba v carské armádě
V carské ruské armádě sloužil v 12. bělgorodském dragounském pluku a zúčastnil se v hodnosti poručíka potlačení ruské revoluce v roce 1905. Za první světové války sloužil v jezdectvu. V roce 1917 se zúčastnil pokusu o puč v řadách vojsk generála Kornilova. V roce 1918 velel čerkeskému jízdnímu pluku. První světovou válku, ve které získal všechny své řády, ukončil jako plukovník.

## Služba v bílé armádě
V ruské občanské válce bojoval v řadách Bílé armády, kde byl 25. března 1918 povýšen na generálmajora. Stal se velitelem Čerkesské jízdní divize (tzv. Divoká divize), která aktivně bojovala proti bolševikům. Po porážce uskupení Jižních vojsk a jejich evakuaci na Krym v roce 1920 překročil se svolením gruzínské vlády hranice Gruzínské demokratické republiky, kde byl internován. Následně z internace odjel na Krym, kde sloužil pod velením generála Wrangela. Po porážce Rudou armádou se znovu uchýlil do Gruzie. Na jaře 1921 emigroval do zahraničí.

## Léta v emigraci
V exilu byl politicky aktivní a působil jako jeden z vůdců Lidové strany horalů severního Kavkazu (rusky Народной партии горцев Северного Кавказа), jejímž cílem bylo odtržení severního Kavkazu od Sovětského svazu. Byl členem jejího ústředního výboru a také byl členem Výboru pro nezávislost Kavkazu, který se skládal z vůdců gruzínských, arménských, ázerbájdžánských a horských nacionalistů.

## Služba v řadách německé armády
Po vypuknutí války mezi třetí říší a Sovětským svazem se aktivně podílel na formování vojenských horských jednotek a vytvoření Kavkazské divize. Byl členem Kavkazské válečné rady. Po porážce německých vojsk v tažení na Kavkaz v roce 1943 byla jím organizovaná Kavkazská divize převelena do Itálie, kde operovala proti italským partyzánům. Kavkazská divize byla nasazena při obraně města Paluzza a tvořila součást Kozáckého stanu v Itálii. V roce 1945 převzal velení Kavkazské divize  v hodnosti generálporučík, jiné prameny uvádí hodnost generálmajor.

## Zajetí, vězení a poprava
V květnu 1945 byla jeho Kavkazská divize vzata do zajetí britskými jednotkami a umístěna v Oberdrauburgu. Při jednání se štábem 8. britské armády dosáhl britského závazku, že jeho muži nebudou vydání do Sovětského svazu, ale že muslimští vojáci budou přemístěni do některých islámských států Blízkého Východu. V rozporu s dohodami však 14. května 1945 Britové nařídili odebrat kozákům zbraně. Dne 29. května 1945 byl spolu se 125 kavkazskými důstojníky odvezen do Judenburgu a předán NKVD. Následně byl převezen do Moskvy a postaven před soud Vojenského kolegia (překládáno též jako komise) Nejvyššího soudu SSSR.

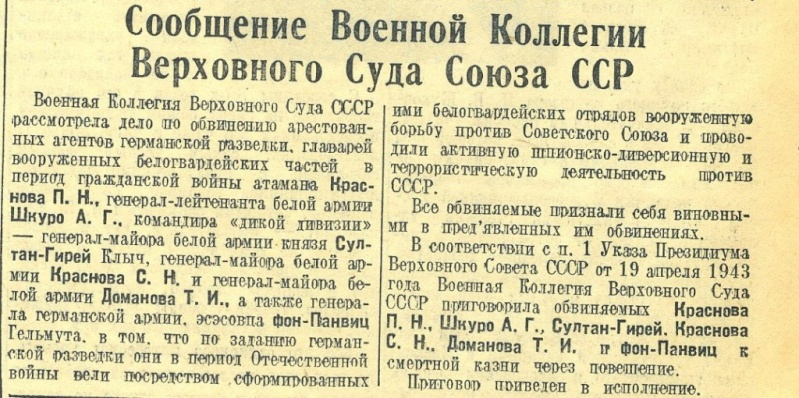
Zpráva deníku Pravda o jeho procesu a odsouzení.

Byl souzen v procesu spolu s Vlasovem, Krasnovem P.N., Škurem, Krasnovem S.N., Domanovem a Panwitzem. Byl obviněn z vedení ozbrojeného boje proti Sovětskému svazu a řízení výzvědné, diverzní a teroristické činnosti. Byl uznán vinným a odsouzen k trestu smrti. Rozsudek byl vykonán dne 16. ledna 1947. Informace o rozsudku a vykonání popravy byla uveřejněna v deníku Pravda dne 17. ledna 1947. Tato zpráva jej označila za agenta německé výzvědné služby. 

## Pokus o rehabilitaci
25. prosince 1997 jej Vojenské kolegium Nejvyššího soudu Ruské federace odmítlo rehabilitovat.